# Bučovice

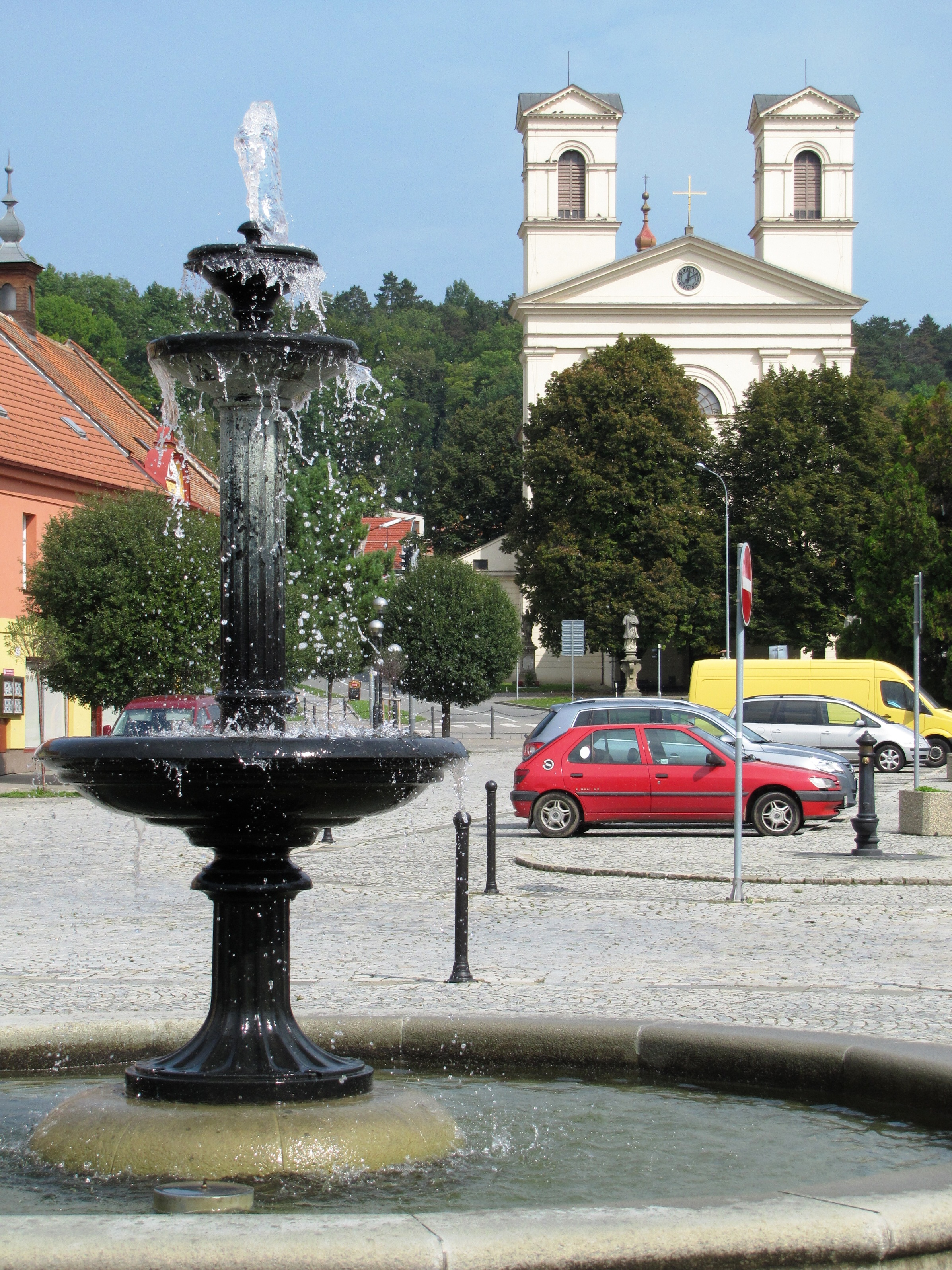
Marktplatz Bučovice (2014)

Bučovice (deutsch Butschowitz) ist eine Stadt mit 6771 Einwohnern (1. Januar 2023) in Tschechien. Sie befindet sich 230 m ü. M. 40 km östlich von Brünn an der Litava und gehört dem Okres Vyškov an.

## Geschichte
Die erste schriftliche Erwähnung stammt aus dem Jahr 1322. In der zweiten Hälfte des 16. Jahrhunderts ließ der damalige Landesherr Johann Schembera von Boskovic ein Renaissanceschloss erstellen, welches zu den wertvollsten Gebäuden der Region zählt. Erbauer war der kaiserliche Architekt Jacopo Strada. An der Ausgestaltung waren berühmte Künstler wie Hans Mont beteiligt. Von 1597 bis 1945 gehörte das Schloss den Fürsten von Liechtenstein.
Das Städtchen wurde durch den Dreißigjährigen Krieg schwer gekennzeichnet. Zu einem erneuten Aufschwung kam es im 18. Jahrhundert, als die Textilindustrie angesiedelt wurde. Nach dem Rückgang in der Textilindustrie siedelte sich Möbelindustrie an.

## Sehenswürdigkeiten
- Schloss Bučovice, erbaut 1635 bis 1637
- Pfarrkirche Mariä Himmelfahrt, erbaut 1637 bis 1641
- Die Statuen des heiligen Johann von Nepomuk (1722) und des heiligen Johannes Sarkander (1720)
- Jüdischer Friedhof

## Stadtgliederung
Zu Bučovice gehören die Ortschaften Černčín (Tschertscheid), Kloboučky (Klobutschek), Marefy (Marhöfen), und Vícemilice (Witzomielitz).

## Persönlichkeiten
- Nathan Löwenstein von Opoka (1859–1929), Politiker und Jurist
- Arnošt Parsch (1936–2013), Komponist
- Bohuslav Sobotka (* 1971), Politiker, Regierungschef und Finanzminister in Tschechien, besuchte das hiesige Gymnasium.